# Brandleitetunnel
Der Brandleitetunnel ist ein 1884 eröffneter Eisenbahntunnel, der den Scheitel des Thüringer Waldes im Bundesland Thüringen in Deutschland quert.
Mit einer Länge von 3039 m war er bis zum Jahr 2013 (Fertigstellung des Finnetunnels) der längste Eisenbahntunnel Thüringens und seinerzeit auch der längste der Deutschen Reichsbahn. Durch den Tunnel führt zweigleisig die heute teils modernisierte Bahnverbindung zwischen den Bahnhöfen Gehlberg (Streckenkilometer 35,58; 598 m ü. NN) und Oberhof (Streckenkilometer 40,06; 639 m ü. NN) der Bahnstrecke Neudietendorf–Ritschenhausen. Der unterquerte Rennsteig ist an dieser Stelle etwa 900 m hoch. Der Tunnel selbst verläuft gerade und nahezu in West-Ost-Richtung, nur die letzten Meter vor dem westlichen Portal haben eine leichte Krümmung nach Süden.

## Geschichte

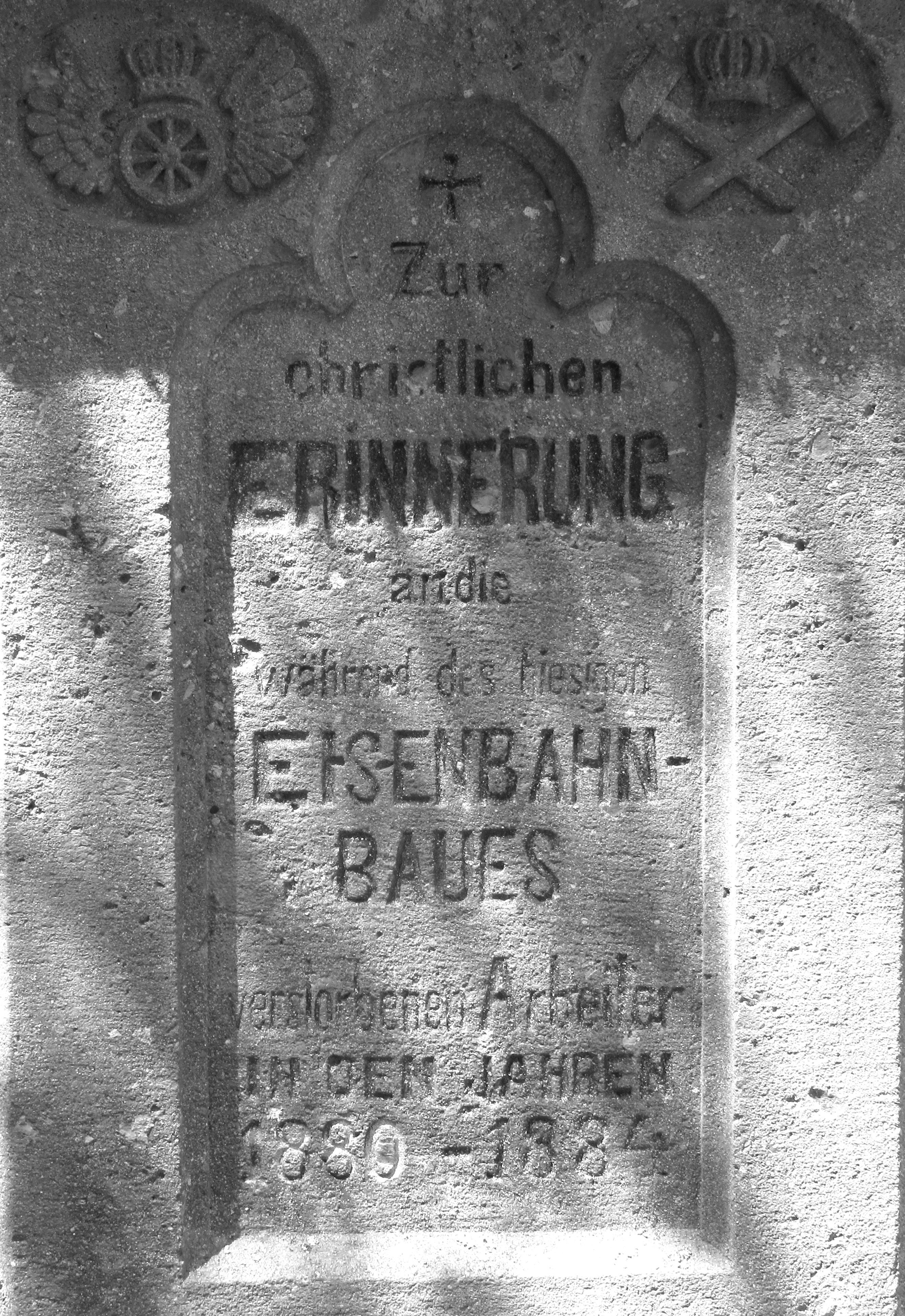
Gedenkstein am Alten Friedhof/Zella für Arbeiter, die beim Eisenbahnbau den Tod fanden

Der erste Spatenstich erfolgte am 28. Mai 1881 auf der Oberhofer Seite. Am Bau waren etwa 1500 Arbeiter beteiligt, von denen offiziell fünf durch Unfälle ihr Leben verloren. Für den Tunnelbau war die Belgische Bauweise gewählt worden. Hierbei wurde zunächst ein Richtstollen im Sprengvortrieb mit Bohrmaschinen angelegt, nach einer Ausweitung das Scheitelgewölbe gemauert und nach dessen Unterfangung schrittweise das gesamte Gewölbe bei gleichzeitigem weiteren Ausbruch fertiggestellt. Insbesondere ein sehr starker Wasserandrang machte den Vortrieb schwierig. Der Durchbruch der von beiden Seiten vorangetriebenen Tunnelöffnung erfolgte am 7. Februar 1883. Dabei konnte eine für die Zeit des Baus hohe Genauigkeit erzielt werden. So betrug die Abweichung der Höhe 21 cm und in der Richtung 2,5 cm. Am 19. März 1884 wurde der letzte Stein gelegt und am 1. August 1884 die Strecke für den Zugverkehr freigegeben.

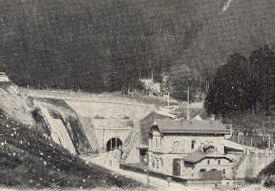
Bahnhof Oberhof um 1897

Zu Dampflokzeiten erhielt der Tunnel den Spitznamen „Vorhof zur Hölle“, da er von beiden Seiten zur Mitte hin ansteigt und so der Qualm nicht abziehen konnte, wodurch oftmals noch der Qualm vorausgefahrener Züge im Tunnel stand. Die sich im Tunnel stauenden Gase griffen regelmäßig Mauerwerk und Schienen an. Da der Gasstau auch für das Lokomotiv- und Streckenpersonal gefährlich war und ist, setzte die Deutsche Reichsbahn nach 1949 bevorzugt Kohlenstaublokomotiven der Baureihen 25 und 44 auf der Strecke Arnstadt – Grimmenthal ein. Auch wurde dem Lokomotivpersonal das Qualmen im Tunnel streng untersagt. Selbst die Abgase der Diesellokomotiven können belastend sein, vor allem wenn ein Reisezug einem schweren, auf der Steigung fahrenden Güterzug begegnet. Der Tunnelwärter führt ein Kohlenmonoxid-Prüfröhrchen bei sich, das ihm die Konzentration des Gases anzeigt. Seit 1978 läuft der Wärter nicht mehr täglich durch den Tunnel, sondern er befährt ihn.
Am 10. Februar 1926 kam es bei Instandsetzungsarbeiten im Tunnel zu einem schweren Unfall. Ein Zug fuhr in eine Arbeits-Rotte. Dabei wurden sechs Arbeiter getötet und zwei schwer verletzt.
Ende des Zweiten Weltkriegs, im April 1945, sollte der Tunnel gesprengt werden. Der Reichsbahnobersekretär Ernst Kallert (1901–1947), dessen Grabstein auf dem Friedhof in Gehlberg diese Information trägt, soll maßgeblich dazu beigetragen haben, dass das Vorhaben nicht in die Tat umgesetzt wurde.
Seit 2003 kreuzt der Rennsteigtunnel der Autobahn A 71 den Brandleitetunnel mit sechs bis sieben Metern Abstand zwischen der Sohle des Straßen- und dem Scheitelgewölbe des Bahntunnels. Obwohl immer wieder in den Medien diskutiert, wurde darauf verzichtet, einen Rettungsstollen zwischen den beiden Tunneln zu bauen bzw. den Brandleitetunnel in das Rettungssystem des Autobahntunnels einzubeziehen.
Aufgrund immer deutlicher werdender Alterserscheinungen sowie durch Schäden im Bereich der Kreuzung mit dem Rennsteigtunnel der Autobahn wurde der Tunnel im Rahmen des Ausbaus der Strecke auf Neigetechnik von 2004 bis 2005 saniert. Dabei wurde das Gleisbett innerhalb des Tunnels durch eine Feste Fahrbahn mit Betonschwellen in Asphalt ersetzt. Wegen technischer Probleme bei der Sanierung dauerte diese statt der geplanten fünf insgesamt elf Monate.
Zur Sicherstellung des Brandschutzes wurde der Brandleitetunnel mit einer Löschwasserleitung versehen. Die Stützpunktfeuerwehr Zella-Mehlis erhielt für die Einsätze im Tunnel ein spezielles Löschfahrzeug, das HLF 24/14-S, von dem bundesweit insgesamt 14 Fahrzeuge von der Deutschen Bahn für Feuerwehren an langen Eisenbahntunneln beschafft wurden. Vor der Sanierung diente im Bahnhof Oberhof ein vierachsiger Kesselwagen mit 63.000 l Wasser der Löschwasserversorgung im Tunnel sowie ein Flachwagen zum Transport des Löschfahrzeuges der Freiwilligen Feuerwehr Oberhof. Ursprünglich hatte die Deutsche Reichsbahn in den Bahnhöfen Oberhof und Gehlberg solche Fahrzeuge vorgehalten. Die Kesselwagen und Flachwagen lösten den zuletzt in Oberhof stationierten Feuerlöschzug Suhl aus zwei Tendern und einem Feuerlöschgerätewagen ab. Im Bahnhof Gehlberg stand ein einzelner Tender als Feuerlöschwagen zur Verfügung. Für erste Rettungs- und Brandbekämpfungsmaßnahmen war auch ein spezieller Schwerkleinwagen in Oberhof stationiert. Dabei handelte es sich lange Jahre um einen SKL 24, der 1993 durch einen SKL 26 abgelöst wurde. Auf einem Wagen wurde ein 250 kg Pulverlöschanhänger zur Brandbekämpfung mitgeführt.
Besonderheit ist, dass es sich hierbei um den längsten normalspurigen Tunnel traditioneller Bauart in Deutschland handeln dürfte, der vergleichsweise häufig von Dampflokomotiven passiert wird. Dies liegt sowohl am unweit des Tunnels befindlichen Dampflokwerk Meiningen als auch an den auf dieser Strecke immer wieder stattfindenden touristischen Sonderfahrten mit Dampftraktion begründet. Bis heute befindet sich in diesem Zusammenhang in Oberhof ein betriebsbereiter Wasserkran.
Eine für 2020 geplante Sanierung des Tunnels musste seitens DB Netz abgesagt werden, da für den geplanten Zeitraum keine geeignete Baufirma gefunden werden konnte. In dem Tunnel kommt es regelmäßig zu Wassereinbruch, was eine turnusmäßige Sanierung und Stabilisierung der Wandverkleidungen erforderlich macht.

## Weitere Daten
- Tunneleingang im km 36,855
- Tunnelausgang im km 39,894
- Maximale Neigung: 1 %
- Minimaler Gleisradius: 798 m
- Gleisabstand im Tunnel: 3,50 m
- Durchfahrenes Gestein: Porphyr, Tuffe, Schiefer, Sandstein
- Vorhandene Nischen: 188 rechts und 189 links
- Frühere Warneinrichtung: sieben Läutewerke